# Molí de Can Moner
Can Moner o Molí de Baix de Llagostera és un dels Molins del Ridaura, un edifici industrial destinat a la producció de farina i actualment en desús. El conjunt edificatòri servia per emmagatzemar la matèria bàsica, el blat, la transformació i la producció de la farina. Del conjunt del Molí de Can Moner destaca la xemeneia d'obra vista, que reflecteix l'etapa d'electrificació del molí. Can Moner està catalogat a l'Inventari del Patrimoni Arquitectònic de Catalunya. Forma part del conjunt dels molins del Ridaura.

## Història
L'establiment d'aquests molins en el riu Riudaura respon a la necessària utilització tradicional que s'havia fet de l'aigua per fer funcionar els molins de gra. El 1905 es canvià el sistema de producció de farina amb la construcció d'una turbina que mecanitzava el sistema amb una màquina de vapor. Existeixen algunes troballes d'època romana en aquest indret.